# Fosnavåg
Fosnavåg er administrationsby i økommunen Herøy i Møre og Romsdal og ligger på nordsiden af Bergsøya. Fosnavåg fik bystatus efter vedtagelse i kommunestyret 7. juni 2002. Byen havde 3.563 indbyggere pr 1. januar 2019.
Fosnavåg ligger ligger ved et 700 meter langt nor som skærer ind på nordsiden af Bergsøya.

## Erhvervsliv
Erhvervslivet er i særlig grad baseret på søfart, med hovedbase for flere rederier, og fiskeri, herunder en stor havfiskeflåde, fiskeopdræt og fiskeindustri. Rederier som Havila Shipping ASA, Olympic Subsea ASA, Solstad Offshore, Rem Offshore, Bourbon Offshore Norway AS, Remøy Shipping AS og Remøy Management AS har kontor i Fosnavåg. Skipsteknologiselskapet Havyard Group har også sit hovedkontor i byen.
Fosnavåg ble i 2008 og 2010 kåret til Norges Næringsby av tidsskriftet Kapital og konsulentselskapet Dun & Bradstreet.
Lokalavisen Vestlandsnytt har kontor i Fosnavåg.
I 2014 åbnede Thon-gruppen et hotel og konferencecenter i Fosnavåg. Hotellet er kåret til et af landets ti bedste hoteller.
I forbindelse med bygningen af Thon Fosnavåg blev der også bygget et maritimt kompetence- og simulatorcenter, Fosnavåg Ocean Academy, som blandt andet huser Norges første simulator for skibe til fisketransport.

## Kultur og idræt
Den lokale idrætsklub i Fosnavåg hedder Bergsøy Idrettslag, som blandt andet har et herrefodboldhold som spiller i 3. division afdeling Sunnmøre. Fosnavåg har også Herøy kulturskole, hvor der blandt andet er undervisning på mange instrumenter, sang, dans og visuelle kunstfag.
Sunnmørsbadet ligger i Fosnavåg. Badeanlægget der har kostet 250 millioner kroner har et areal på 6.400 kvadratmeter fordelt på fem bassiner.
Fosnavåg Konserthus ligger i Fosnavåg i tilknytning til Thon Fosnavåg. Koncerthuset har en koncertsal med plads til 490, biografsal med 91 pladser og et større fællesareal sammen med hotellet.
I Fosnavåg ligger Herøy kirke, som er fra 2003.

## Uddannelse
Herøy videregående skole har, inkl. avdelingen i Vanylven, omkring 330 elever og 90 ansatte.